# Senser
Senser est un groupe de fusion britannique entre metal (aux limites des prémices du rapcore avec ses accords tirés), rap, et techno (pour les nombreux samples) des années 1990. Deux voix au chant : l'une masculine, rappant, et l'autre féminine, assurant plutôt les refrains et les chœurs chantés.

## Biographie
En 1993, Senser publie deux singles indépendant chez Ultimate — Eject et The Key. En mars 1994, Senser publie un troisième single, Switch, qui atteint la 39e place de l'UK Singles Chart. Le premier album des Senser, Stacked Up, est publié en mai 1994, et atteint la quatrième place de l'UK Albums Chart. C'est cet album qui les fera connaître, surtout grâce aux clips de Age of Panic ou Eject. Ce même succès provoquera la séparation des membres, certains partant fonder Lodestar. Les membres restant décident de poursuivre le groupe malgré tout et sortent un nouvel album, avec Kersten qui devient la seule chanteuse du groupe.
Au début de 1995, Senser tourne au Royaume-Uni avec Skunk Anansie avant une tournée américaine avec Moby. C'est lors de cette tournée que le groupe décide de se séparer à cause de divergences musicales. Al-Sayed et Morgan partent pour former un nouveau groupe avec Haggis appelé Lodestar. Les membres restants de Senser recrutent un nouveau batteur, Paul Soden, et commencent à écrire un deuxième album de Senser. La nouvelle formation sort dans la foulée SCHEMAtic en 2004, qui n'a rien a envier au premier album, mais qui ne bénéficiera d'aucune promotion.
En 2009, Senser est de retour avec un nouvel album, How to do Battle. Ils se produisent au Royaume-Uni régulièrement, et des dates sont prévues pour la France par la suite. En 2013, ils publient leur cinquième album, To the Capsules, chez Pledgemusic et tournent avec Erika Footman au chant à la place de Kerstin Haigh.

## Membres

### Membres actuels
- Heitham Al-Sayed - chant (1992–1995, depuis 1999)
- Andy « Awe » Clinton - samples (depuis 1992)
- Haggis - boîte à rythmes (1992–1995, depuis 1999)
- Nick Michaelson - guitare
- John Morgan - batterie (1992–1995, depuis 1999)

### Anciens membres
- Alan « Hagos/Haggis » Haggarty - production, ingénierie-son (1992–1994, 1999–2004)
- Kersten Haigh - chant, flûte
- Paul Soden - batterie (1995–1999)
- Erika Footman - chant (2013)

## Discographie

### Albums studio
- 1994 : Stacked Up
- 1998 : Asylum
- 2001 : Parallel Charge
- 2004 : SCHEMAtic
- 2009 : How to do Battle
- 2013 : To the Capsules

### Singles et EP
- 1993 : Eject
- 1993 : The Key
- 1994 : Switch
- 1994 : Age of Panic
- 1996 : Charming Demons
- 1998 : Adrenalin
- 1998 : Breed
- 1993 : Weatherman (seulement promo)
- 1998 : De:Senser (EP)
- 2004 : The Brunt
- 2004 : Bulletproof / Crucible
- 2009 : Resistance Now
- 2011 : Biting Rhymes (EP)